# Alza su yeah
Alza su yeah è il terzo album del gruppo musicale italiano Wolfango, pubblicato nel 2017 a distanza di 18 anni dall'ultimo.

## Descrizione
Il disco esce a distanza di 18 anni da Stagnola e otto anni dopo l'ultimo EP.
Il disco è stato registrato nella stessa modalità degli ultimi due EP, ovvero con un registratore a cassette della Tascam e successivamente riversato su un CD.
Questa volta però troviamo una batteria elettronica al posto della tradizionale grancassa e una produzione più curata.

## Tracce
1. La metà della metà
2. Ye Ye Ye
3. Blas Meine Trompete
4. Canta canta
5. Pilotami
6. Tramonto Africano

## Formazione
- Marco Menardi – voce, chitarra, basso, drum machine, batteria casalinga, kazoo in Blas meine trompete, armonica in Ye ye ye, produzione
- Sofia Maglione – voce, cori